# Thedinghausen
Die Gemeinde Thedinghausen (plattdeutsch Thänhusen bzw. Theenhusen) liegt im Landkreis Verden in Niedersachsen und ist Verwaltungssitz der nach ihr benannten Samtgemeinde Thedinghausen. In der Gemeinde leben etwa 8300 Einwohner. Sie erstreckt sich auf einer Fläche von 65,77 km². Im Norden bildet die Weser die Grenze zur Stadt Achim.

## Geografie

### Geografische Lage
Thedinghausen liegt in der Wesermarsch rund 20 Kilometer südöstlich von Bremen zwischen Syke und Verden.

### Gemeindegliederung
Zur Gemeinde Thedinghausen gehören die Ortsteile Ahsen-Oetzen, Beppen, Dibbersen, Donnerstedt, Eißel, Holtorf, Horstedt, Lunsen, Morsum, Oenigstedt, Werder und Wulmstorf.

## Geschichte

Herzogtum Bremen und Verden (Auszug Thedinghausen)

Die ersten Ortschaften auf dem Gebiet der heutigen Gemeinde wurden urkundlich zwischen 1138 (Werder) und 1534 (Donnerstedt) erstmals erwähnt. In Thedinghausen wurde im späten 13. Jahrhundert eine Burg errichtet (an der Stelle des späteren Amtsgerichtes, heute Jugendzentrum), deren Burgmänner ab 1260 die Herren (von) Klencke waren. Burg und Ort wechselten mehrfach die territoriale Zugehörigkeit, bis Thedinghausen schließlich für lange Zeit zur Grafschaft Hoya kam. Nach dem Tod des letzten Grafen von Hoya kam die Grafschaft Hoya an das Welfenhaus und wurde unter den verschiedenen Linien der Welfen (Braunschweig-Lüneburg-Celle, Braunschweig-Lüneburg-Wolfenbüttel, Calenberg) aufgeteilt.

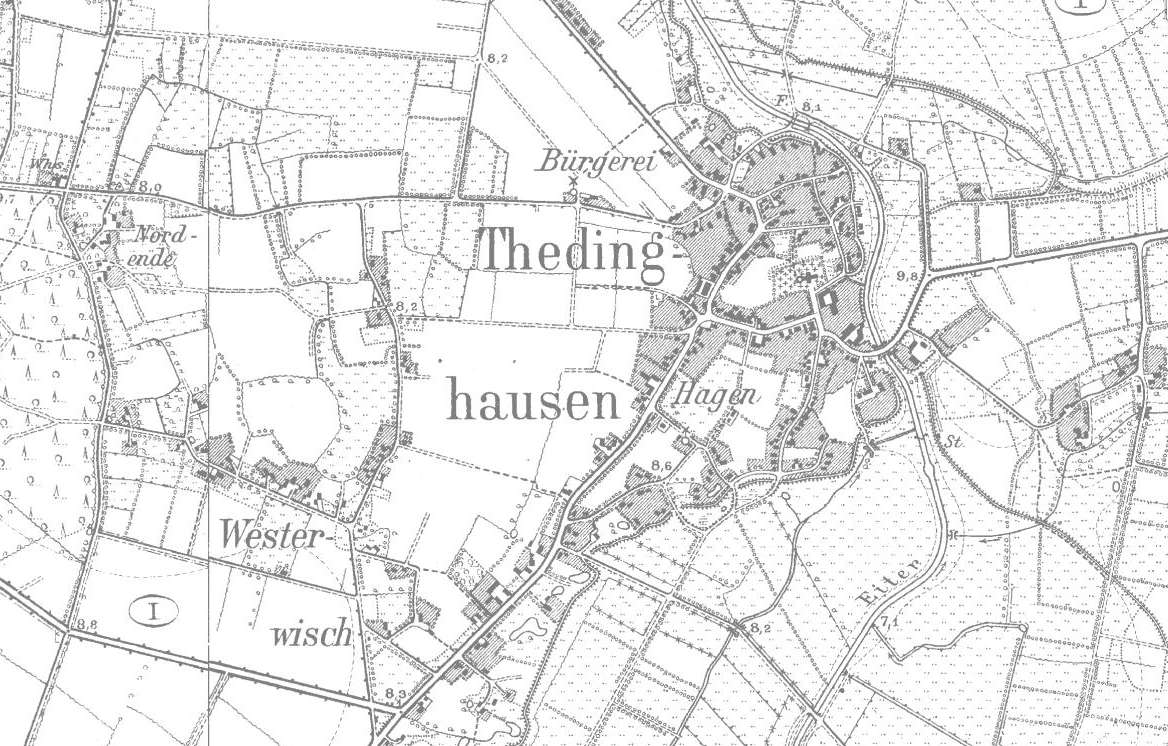
Thedinghausen 1899

Thedinghausen kam 1648 zunächst zu Schweden und 1679 dann zu Braunschweig-Lüneburg-Wolfenbüttel. Während die übrige Grafschaft Hoya schließlich an das Kurfürstentum Hannover fiel, blieb das Amt Thedinghausen beim Herzogtum und schließlich dem Freistaat Braunschweig. Zunächst gehörte Thedinghausen als braunschweigische Exklave zum Kreis Holzminden, ab 1850 bis zum 30. Juni 1972 zum Landkreis Braunschweig (ab 1946 innerhalb des Verwaltungsbezirks Braunschweig). Auch heute erinnert noch vieles an die braunschweigische Geschichte des Ortes. So ist die Hauptgeschäftsstraße nach Braunschweig benannt sowie die 1758 von Herzog Karl von Braunschweig genehmigte Brunsviga-Apotheke. Auch der Löwe des Thedinghäuser Wappens ist dem Wappen des Landkreises Braunschweig nachempfunden. Mit der niedersächsischen Kreisgebietsreform wurde es am 1. Juli 1972 dem benachbarten Landkreis Verden angegliedert.
Zur Entwicklung des Postwesens in Thedinghausen siehe: Postroute Braunschweig–Hildesheim.

### Jüdisches Leben in Thedinghausen
Die ersten urkundlich erwähnten jüdischen Mitbürger war die Familie des Schutzjuden Abraham Benedix, die zwischen 1745 und 1770 in Thedinghausen lebten. Im 19. Jahrhundert lebten bis zu 40 Juden im Amt Thedinghausen. Als Betraum der Gemeinde diente ein Wohnhaus im Ort das zum Landrabbinat Braunschweig gehörte. In der heutigen Blankenburger Straße existierte von 1854 bis 1941 der Jüdische Friedhof, der anschließend verkauft und mit einem Wohnhaus überbaut wurde. An diesen erinnert heute nichts mehr.
Am Taubenturm des Rathauses Thedinghausen erinnert die Inschrift: „Das Geheimnis der Erlösung liegt in der Erinnerung. Unseren ehemaligen jüdischen Mitbürgern gewidmet.“, ergänzt um die Namen der Thedinghäuser Juden, an die ehemalige jüdische Gemeinde.

## Eingemeindungen
Die Gemeinde Thedinghausen wurde am 1. April 1908 durch den Zusammenschluss der drei Gemeinden Bürgerei, Hagen und Westerwisch gebildet.
Am 1. Juli 1972 wurden bei der Gebietsreform in Niedersachsen die Gemeinden Dibbersen-Donnerstedt, Eißel, Holtorf-Lunsen, Horstedt und Werder in die Gemeinde Thedinghausen eingegliedert.
Am 1. November 2006 fand die Vereinigung mit der Gemeinde Morsum zur vergrößerten Gemeinde Thedinghausen statt.

## Religion
In der Gemeinde befinden sich zwei evangelische Kirchen und eine Kapelle mit angeschlossenen Friedhöfen:
- Ortsteil Thedinghausen: Maria-Magdalena-Kirche
- Ortsteil Lunsen im Ortskern: St. Cosmas und Damian
- Ortsteil Wulmstorf: Friedhof mit Kapelle.

Im Ortsteil Morsum gibt es einen Königreichssaal der Zeugen Jehovas.
Der Jüdische Friedhof Thedinghausen im Bereich der niederen Quarnstedt (heute Blankenburger Straße) wurde 1941 verkauft und mit einem Wohnhaus überbaut.
Die römisch-katholischen Christen in Thedinghausen gehören zur Gemeinde Sankt Matthias in Achim.

## Politik

### Rat
Der Rat der Gemeinde Thedinghausen besteht aus 21 Ratsfrauen und Ratsherren. Die für die Mitgliedsgemeinde einer Samtgemeinde mit einer Einwohnerzahl zwischen 8001 und 9000 Einwohnern vorgesehene Anzahl von 23 Ratsmitgliedern wurde für die Wahlperiode 2021–2026 durch Satzung um zwei reduziert. Die Ratsmitglieder werden durch eine Kommunalwahl für jeweils fünf Jahre gewählt. Die aktuelle Amtszeit begann am 1. November 2021 und endet am 31. Oktober 2026.
Sitzverteilung
- CDU: 7 Sitze
- SPD: 6 Sitze
- Grüne Liste: 4 Sitze
- Unabhängige Bürgerliste: 2 Sitze
- Einzelbewerber Heinz von Hollen: 1 Sitz
- FDP: 1 Sitz

Die Sitzverteilung änderte sich gegenüber der Wahl 2016 nicht.
(Stand: Kommunalwahl vom 12. September 2021)

### Bürgermeister
Ehrenamtlicher Bürgermeister ist Thomas Metz (CDU). Seine Stellvertreter sind Christiane Siemer (Grüne Liste) und Heinz von Hollen (parteilos).

### Wappen
Das Wappen der Gemeinde Thedinghausen zeigt in Blau den rotgezungten goldenen Braunschweiger Löwen, begleitet von acht goldenen Sternen, unter goldenem Zinnenkranz.

## Kultur und Sehenswürdigkeiten
- Erbhof Thedinghausen, ein 1620 im Stil der Weserrenaissance errichteter Herrensitz
- Baumpark Thedinghausen, ein Arboretum beim Erbhof
- Die von einem Friedhof umgebene Maria-Magdalena-Kirche in Thedinghausen, ein 1870 geweihter neugotischer Backsteinbau mit einem 42 Meter hohen weithin sichtbaren Turm. Sehenswert sind die Glasfenster von Heinz Lilienthal aus dem Jahr 1990. Die Kirchengemeinde war bis 1912 eine Tochtergemeinde der Kirche zu Lunsen. Bis 1976 gehörte sie zur Landeskirche Braunschweig.
- Rathaus mit Packhaus und Taubenturm
- Die Kirche St. Cosmas und Damian in Lunsen, ein neugotischer kreuzförmiger Backsteinbau mit mächtigem Westturm, wurde 1884 errichtet. Die Ausstattung im weiten, gewölbten Innenraum stammt aus der Entstehungszeit der Kirche.

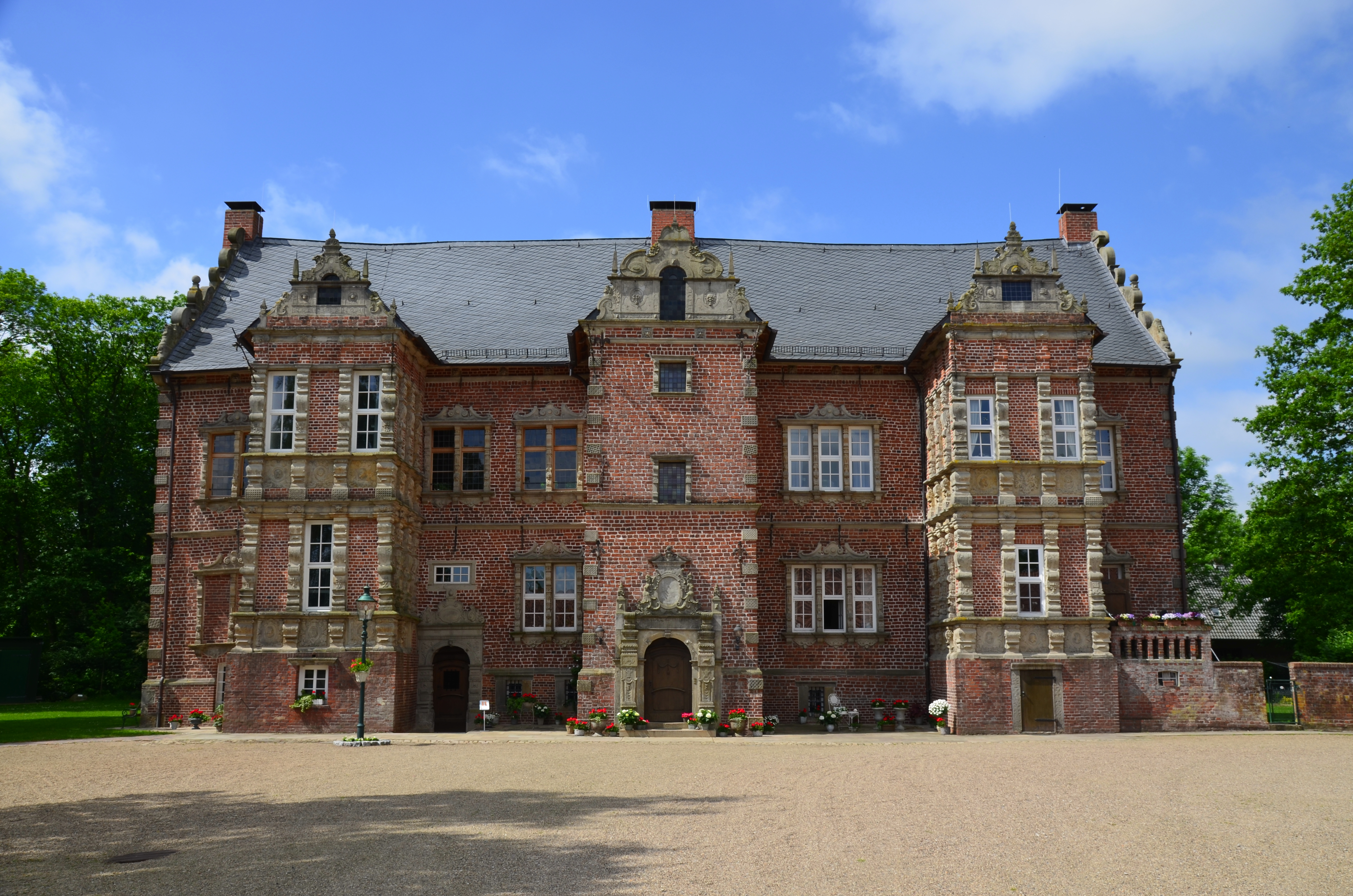
Thedinghausen Erbhof
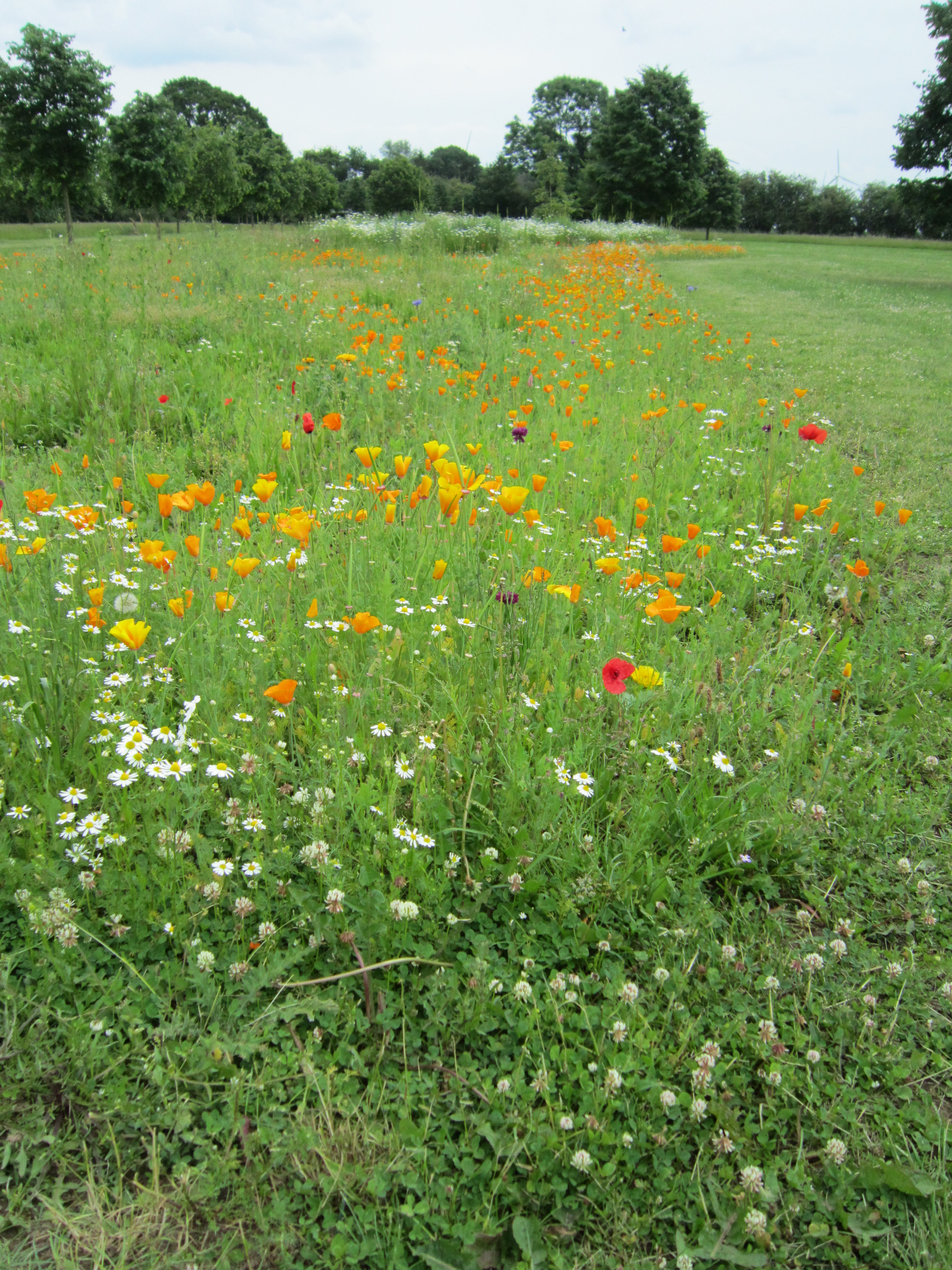
Sommerwiese im Baumpark
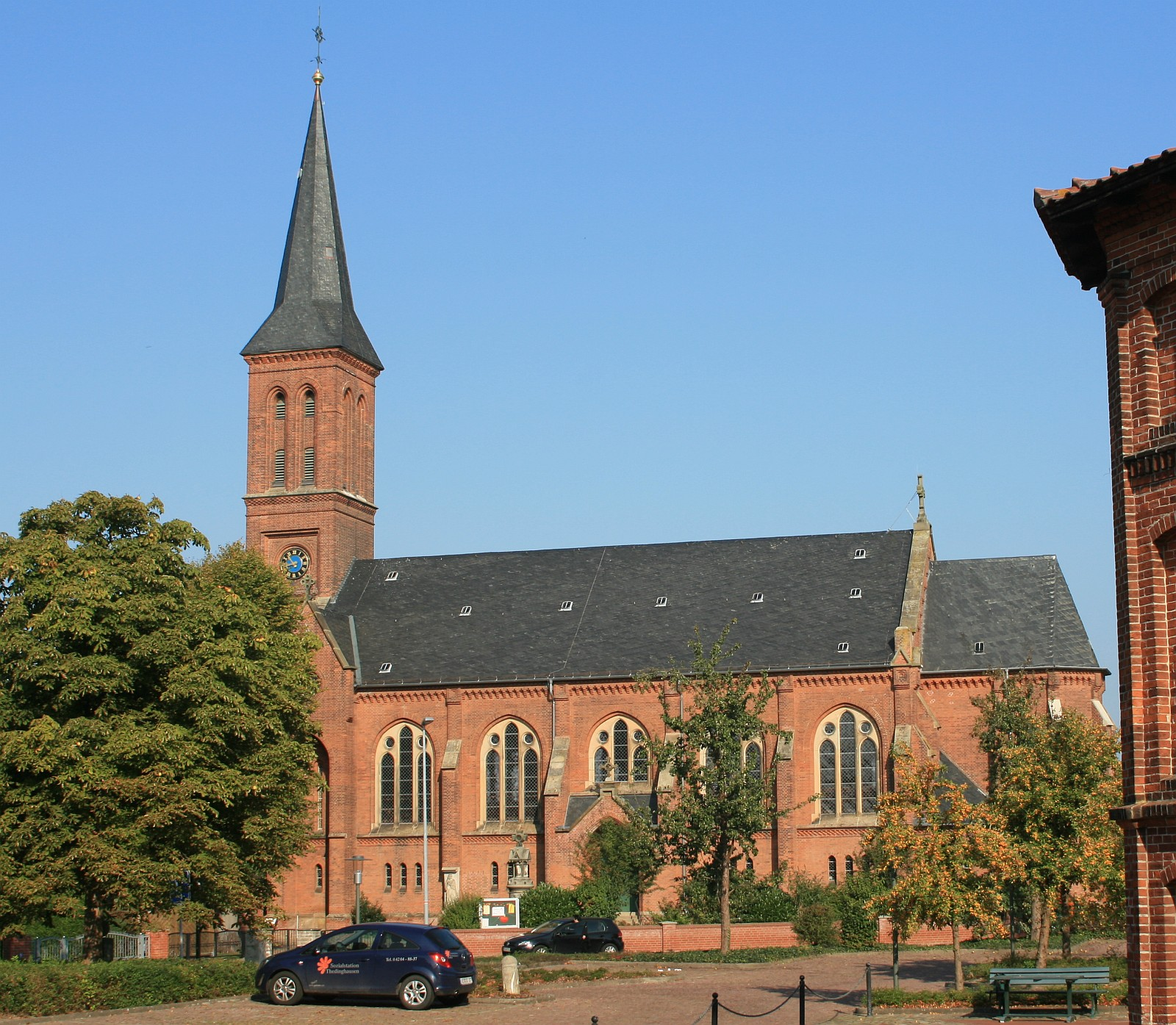
Maria-Magdalena-Kirche
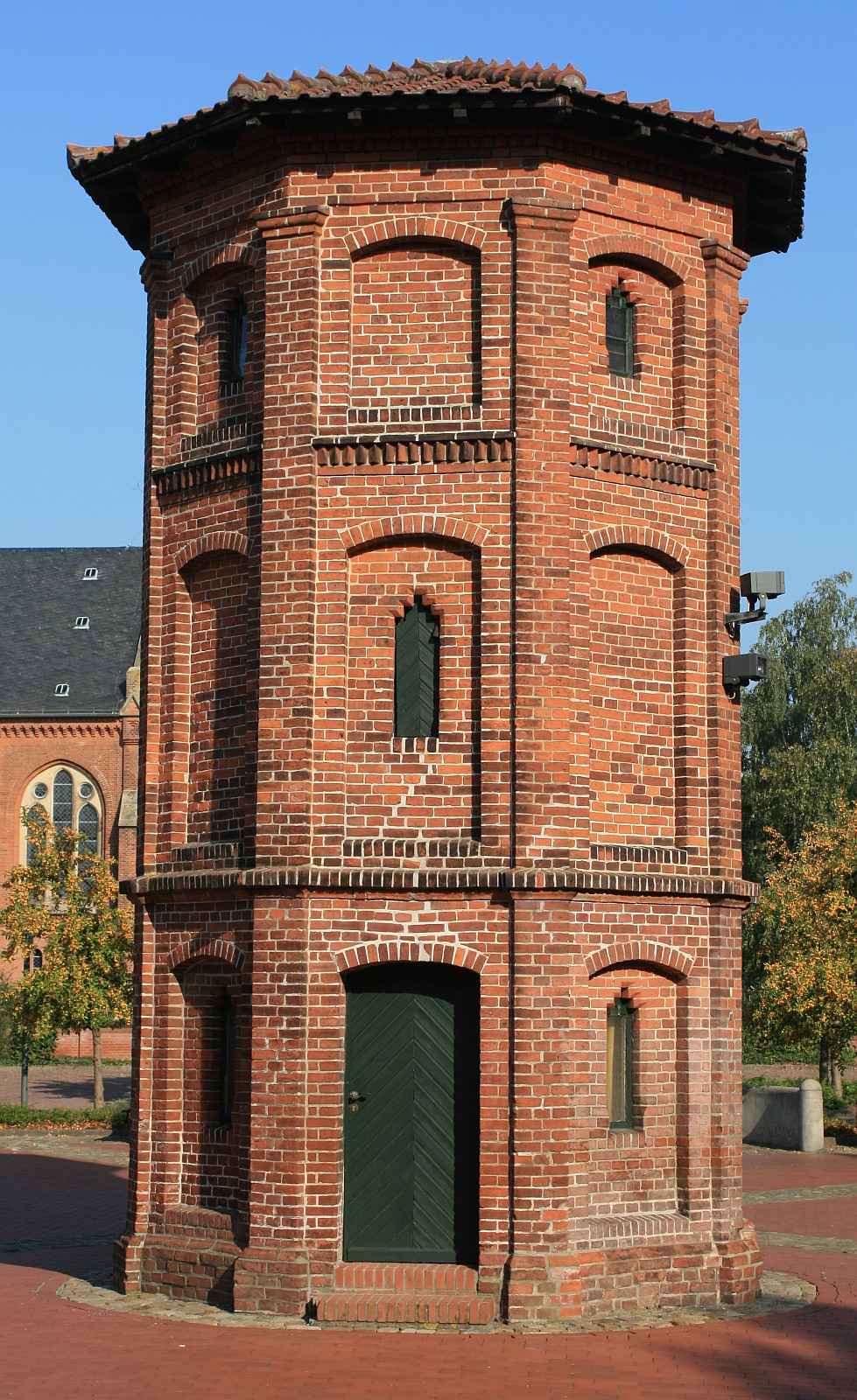
Taubenturm
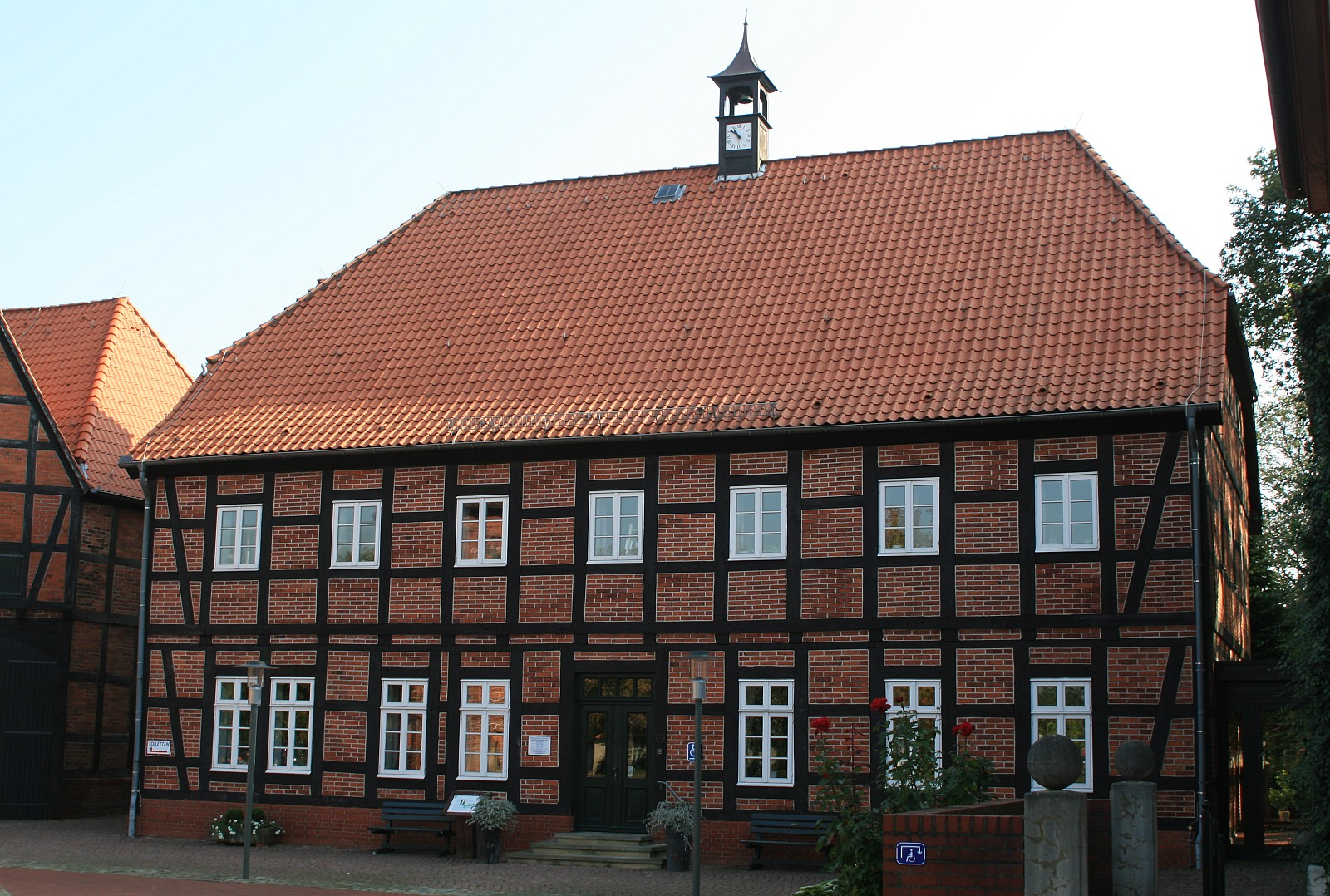
Packhaus
Taubenturm mit Scheune und Packhaus (um 1886)
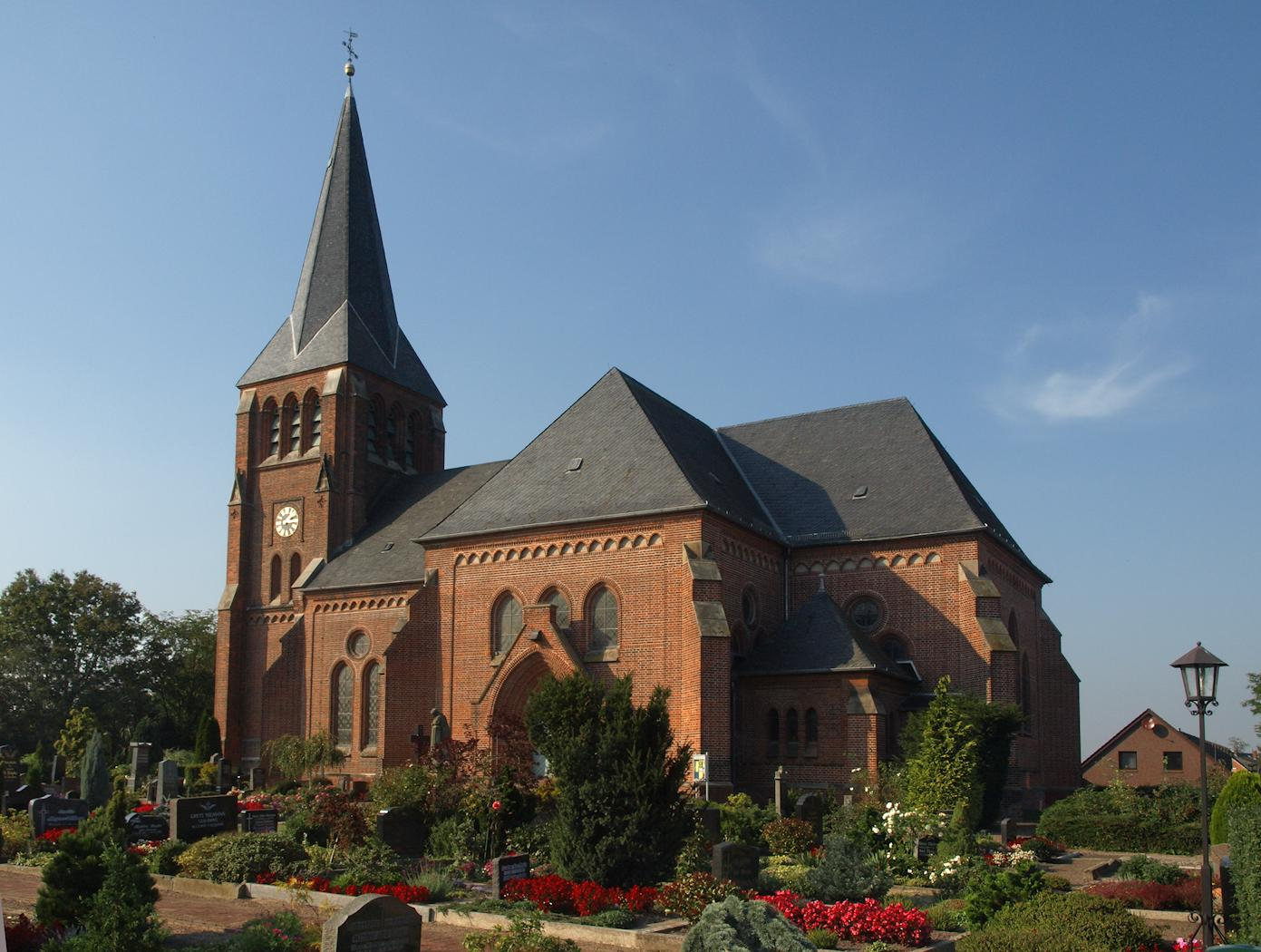
Kirche Lunsen

## Sport
Sieben Sporthallen:
- Gemeinschaftssportanlage Intschede (Sport- und Schützenhalle)
- Gustav-England-Halle Thedinghausen
- Heinz-Schreiber-Halle Riede
- Schulsporthallen in Blender, Morsum, Thedinghausen, Emtinghausen

Neun Sportplätze:
- Eytersportplatz Thedinghausen und Sportplatz Riede (Sportplatz mit 2 Rasenplätzen und Vereinsheim)
- Sportplatz Emtinghausen (Rasenplatz mit Trainingsplatz, sowie Nebenanlage für Leichtathletik)
- Sportplatz Lahwischenweg Blender und Sportplatz Morsum (Sportplatz mit Nebenanlagen für Leichtathletik)
- Sportplatz Intschede und Sportplatz Grundschule Blender und Sportplatz Mühlenberg Blender (Rasenplatz)
- Sportplatz Thedinghausen (Sportplatz mit Leichtathletikanlage, u. a. 400-Meter-Bahn)

Vier weitere Sportstätten:
- Basketballplatz Gudewill-Schule und Basketballplatz Schützenplatz Felde
- Kunststoffkleinspielfeld Thedinghausen (100-Meter-Laufbahn, Weitsprunganlage, Basketballplatz)
- Tennis- & Squashcenter Thedinghausen

## Wirtschaft und Infrastruktur

### Wirtschaft
Die Wirtschaft Thedinghausens ist landwirtschaftlich dominiert, dennoch existiert ein ausgeprägter Mittelstand. Durch die Nähe zu Bremen, Verden und Achim pendelt die Mehrheit der Einwohner zur Arbeit in diese Städte. Bis zu ihrem Ende hatte die Braunschweigische Staatsbank eine Filiale in Thedinghausen. Mit ihrer Fusion zur Norddeutschen Landesbank von 1970 übertrug sie das regionale Geschäft an die Kreissparkasse Verden.

### Verkehr
Straßenverkehr

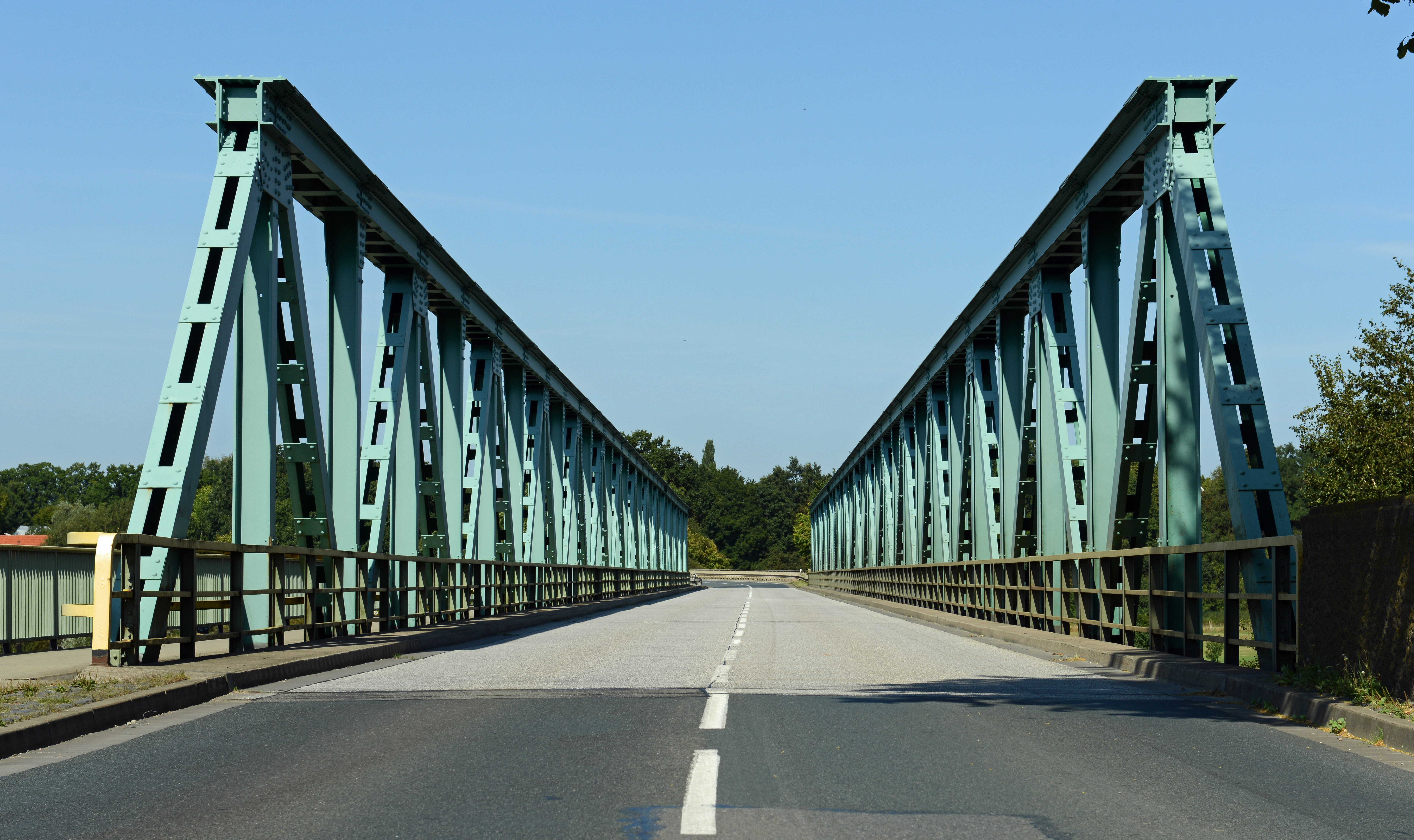
Weserbrücke an der Landesstraße 156 mit Blick nach Achim vor der Renovierung 2013

Es bestehen Verbindungen zu den Bundesautobahnen 1 und 27. Die einzige Weserquerung der Gemeinde liegt auf der Route Thedinghausen-Achim.
Thedinghausen wird von drei Buslinien angefahren. Die Linie 702 nach Achim, die Linie 720 über Morsum und Blender nach Verden ZOB am Bahnhof sowie die Linie 750 von Beppen, Morsum, über Thedinghausen und Riede zum Bremer Hauptbahnhof. Thedinghausen gehört dem Verkehrsverbund Bremen/Niedersachsen an.
Eisenbahnverkehr

Die Bremen-Thedinghauser Eisenbahn wird als Museumseisenbahn (deren Spitzname Pingelheini lautet) sowie für Gütertransporte befahren. Eine Wiederbelebung der Strecke für den Personenverkehr wird seit Jahren geplant, wobei dies nur Streckenabschnitte außerhalb der Gemeinde Thedinghausen betrifft. Die nächsten Regionalbahnhöfe sind Achim und Syke. Die nächsten Fernbahnhöfe befinden sich in Bremen und Verden.
Die Erweiterung der Straßenbahn Bremen über die Strecke der BTE bis nach Thedinghausen ist immer wieder im Gespräch.

### Öffentliche Einrichtungen
- Rathaus Samtgemeinde Thedinghausen, Braunschweiger Straße 10
- Die 14 Freiwillige Feuerwehren sorgen für den abwehrenden Brandschutz und die allgemeine Hilfe in der Gemeinde. Ihnen gehören sechs Jugendfeuerwehren an.
- Öffentliche Bibliothek im Schulzentrum Gudewill
- Heimatforschung/Archiv der Samtgemeinde Thedinghausen

### Bildung
- Nils-Holgersson-Grundschule
- Schulzentrum Gudewill als Oberschule
- Grundschule im Ortsteil Morsum
- weiterführende Schulen in Achim (Cato Bontjes van Beek-Gymnasium, Gymnasium am Markt), Syke und Verden (Gymnasium an Wall und Domgymnasium Verden)
- berufsbildende Schule in Syke
- Kreismusikschule Verden
- ländliche Erwachsenenbildung als Kreisarbeitsgemeinschaft

### Soziales
- Kreisaltenheim Haus in der Bürgerei im ehemaligen Kreiskrankenhaus
- Krankenhaus Aller-Weser-Klinik mit den Standorten in Achim und Verden
- Nachbarhaus Thedinghausen
- Kindertagesstätten in Blender, Emtinghausen, Riede, Thedinghausen und Morsum

### Medien
Die Thedinghäuser Zeitung ist ein Kopfblatt der Kreiszeitung Syke. Diese unterhält aber nur eine Lokalredaktion für Thedinghausen und wird als Thedinghäuser Zeitung in der Samtgemeinde Thedinghausen vertrieben. Als weitere Tageszeitungen erscheinen im Bereich der Samtgemeinde Thedinghausen sowohl der Achimer Kurier als auch die Verdener Nachrichten als Teil des Weser-Kuriers, die ebenfalls in den Lokalteilen über die Samtgemeinde Thedinghausen berichten.

## Straßen in Thedinghausen
Aufgeführt sind ortsbildprägende und geschichtsträchtige Straßen der Gemeinde. In Thedinghausen gibt es keine Autobahnen oder Bundesstraßen, so dass Landesstraßen die Straßen mit höchster Kategorisierung sind. Stolpersteine, die an die Verfolgten und Ermordeten des Naziregimes erinnern, wie es sie in vielen anderen Kommunen gibt, existieren in Thedinghausen ebenfalls nicht.
| Name                         | Länge (in Metern) | Namensherkunft                                                                                            | Erstnennung | Anmerkungen | Bild                                       |
| ---------------------------- | ----------------- | --- | ----------- | --- | ------------------------------------------ |
| Achimer Landstraße (Lage)    | 4900              | Straße nach Achim                                                                                         |             | Die Achimer Landstraße führt vom Ortsausgang Thedinghausen durch die Ortschaften Lunsen und Werder. An der Straße liegt der Erbhof Thedinghausen mit angrenzendem Baumpark und einen Wohnmobilplatz. Sie ist Teil der L203 und der L156. Sie endet an der einzigen Weserbrücke der Gemeinde. | Weserbrücke                                |
| Am Burgplatz (Lage)          | 0085              | ehemalige Lage der Burg zu Thedinghausen                                                                  |             | Die kurze Straße beginnt „Am Sportplatz“ und endet als Sackgasse am alten Amtsgericht, dem heutigen Jugendzentrum | undatierter Plan des ehemaligen Amtshauses |
| Bahnhofstraße (Lage)         | 1200              | Lage des Bahnhofs Thedinghausen                                                                           |             | Heute hält hier die Museumsbahn „Pingelheini“, ansonsten wird der Bahnhof als Güterbahnhof der angrenzenden Unternehmen genutzt. | Bild gesucht BW                            |
| Braunschweiger Straße (Lage) | 0750              | Thedinghausen war von 1679 bis 1972 Teil Braunschweigs                                                    |             | Hauptgeschäftsstraße in Thedinghausen. Beginnend beim Rathaus und endet an der Brunsviga Apotheke | Braunschweiger Straße in Thedinghausen     |
| Blankenburger Straße (Lage)  | 0085              | unbekannt, vormals „Niedere Quarnstedt“                                                                   |             | Die Straße beginnt an der Brunsviga-Apotheke, Braunschweiger Straße, und endet am Quarnstedter Weg. Hier lag der jüdische Friedhof, der von einem Wohnhaus überbaut wurde. Es erinnert heute nichts mehr daran.                                                                              | Blankenburger Straße                       |
| Bürgerstraße (Lage)          | 0650              | |             | Die Straße beginnt an der Braunschweiger Straße am Rathaus und folgt parallel der Eyter und endet an der Schulstraße. Die Maria-Magdalena-Kirche liegt dem Rathaus schräg gegenüber | Maria-Magdalena-Kirche                     |
| Zigeunerweg (Lage)           | 0765              | Antiziganistischer Name für außerhalb des Orts gelegene Straße, an der Sinti und Roma zu verweilen hatten |             | 2016 Stand im Gemeinderat Thedinghausen zur Diskussion die Straße umzubenennen. Dies wurde einstimmig von allen Fraktionen abgelehnt. | Bild gesucht BW                            |

## Persönlichkeiten

### Söhne und Töchter der Gemeinde
- Johann Ulrich Gerding (1675–1764), Mediziner und Schriftsteller
- Gerhard Philipp Scholvin (1723–1803), Theologe, Mäzen und Autor
- Dietrich Heinrich Ludwig von Ompteda (1746–1803), Staatsrechtler und kurbraunschweigischer Minister
- Theodor Vogler (1828–1899), Jurist und Parlamentarier
- Erkan Glek (1855–1903), Arzt
- August Gudewill (1854–1906), Bankier, Stifter
- Gustav England (1885–1975), Träger des Bundesverdienstkreuzes
- Julius Bockemüller (1895–1943), Arzt und NS-Opfer
- Friedrich Möhlmann (1904–1977), Luftfahrtingenieur
- Herbert Conrad (1923–1985), Unternehmer
- Kurt Asendorf (1923–1999), Autor und Heimatforscher
- Monika Müller-Klug (* 1937), Bildhauerin
- Falko Ahsendorf (* 1943), Kameramann
- Gertie Honeck (* 1945), Schauspielerin und Synchronsprecherin
- Hella Berent (* 1948), bildende Künstlerin
- Andrea Röpke (* 1965), Journalistin
- Burkhard Kehring (* 1965), Pianist
- Michael Göbel (* 1973), bildender Künstler
- Sebastian Weiß (* 1985), Leichtathletiktrainer
- Lysander Weiß (* 1988), Unternehmensberater und Sachbuchautor
- Dennis Diekmeier (* 1989), Fußballspieler
- Marie Schäffer (* 1990), Politikerin (Bündnis 90/Die Grünen)
- Felix Wiedwald (* 1990), Fußballtorwart

### Mit der Gemeinde verbundene Persönlichkeiten
- Nikolaus Hemeling (vor 1361–1391), Bremer Ratsherr und Bremer Bürgermeister
- Gottlieb von Hagen (1595–1658), Bürgermeister in Thedinghausen
- Hans Joachim Kauffmann (* 16. Juni 1926 in Stuttgart; † 8. Februar 2008 in Achim) Dirigent, Komponist und Hochschullehrer
- Fritz (Friedrich) Garvens (1934–2020), Philologe, Heimatforscher und Autor
- Thomas Röpke (1934–2022), Arzt und Träger des Verdienstkreuzes am Bande
- Gerd Wiltfang (1946–1997), Olympiasieger und Weltmeister im Springreiten
- Meredith Michaels-Beerbaum (* 1969), Springreiterin
- Markus Beerbaum (* 1970), Springreiter